# Oskars Cibuļskis
Oskars Cibuļskis (* 9. dubna 1988 Riga) je lotyšský hokejový obránce a reprezentant. V zahraničí působil na klubové úrovni v Rakousku.

## Hráčská kariéra
Svoji profesionální hokejovou kariéru začal v týmu SK Riga 20, v němž od sezony 2004/05 ještě v juniorském věku hrál lotyšskou ligu a rychle se stal oporou mužstva. Zároveň také nastupoval v běloruské nejvyšší soutěži za konkurenční klub HK Riga 2000 a získal s ním v lize bronzovou medaili. V roce 2008 přestoupil do zahraničí a upsal se rakouskému týmu EC Red Bull Salzburg, se kterým vybojoval stříbrnou medaili v mezinárodní lize EBEL. Po ročním angažmá v Rakousku se vrátil do vlasti a jeho kroky vedly do KHL, kde oblékal dres Dinama Riga. S mužstvem se radoval ze zisku stříbrné medaile na Spenglerově poháru 2011 a skončil s ním rovněž na konečném prvním místě na Nadezhdově poháru 2012/13. V květnu 2017 Dinamo po osmi letech opustil a stal se posilou českého extraligového klubu Mountfield HK z Hradce Králové, kde se sešel se svým krajanem Andrisem Džeriņšem.

## Klubové statistiky
| Sezona    | Klub                 | Soutěž           | Základní část | Základní část | Základní část | Základní část | Základní část | Play off | Play off | Play off | Play off | Play off |
| Sezona    | Klub                 | Soutěž           | Z             | G             | A             | B             | TM            | Z        | G        | A        | B        | TM       |
| --------- | -------------------- | ---------------- | ------------- | ------------- | ------------- | ------------- | ------------- | -------- | -------- | -------- | -------- | -------- |
| 2004/2005 | SK Riga 20           | 0 Lotyšská liga  | 24            | 05            | 10            | 15            | 18            | 03       | 02       | 0        | 02       | 04       |
| 2005/2006 | SK Riga 20           | 0 Lotyšská liga  | —             | 0             | 03            | 03            | 44            | —        | —        | —        | —        | —        |
|           | HK Riga 2000         | 0 Běloruská liga | 02            | 0             | 0             | 0             | 0             | —        | —        | —        | —        | —        |
| 2006/2007 | SK Riga 20           | 0 Lotyšská liga  | 46            | 11            | 20            | 31            | 62            | —        | —        | —        | —        | —        |
| 2007/2008 | SK LSPA Riga         | 0 Lotyšská liga  | 43            | 08            | 24            | 32            | 66            | —        | —        | —        | —        | —        |
| 2008/2009 | EC Red Bull Salzburg | 0000 EBEL        | 52            | 02            | 10            | 12            | 32            | 17       | 01       | 02       | 03       | 16       |
| 2009/2010 | Dinamo Riga          | 00000 KHL        | 12            | 0             | 0             | 0             | 10            | 03       | 0        | 0        | 0        | 02       |
|           | Dinamo-Juniors Riga  | 0 Běloruská liga | 21            | 04            | 08            | 12            | 30            | —        | —        | —        | —        | —        |
| 2010/2011 | Dinamo Riga          | 00000 KHL        | 37            | 02            | 07            | 09            | 24            | 11       | 01       | 06       | 07       | 04       |
| 2011/2012 | Dinamo Riga          | 00000 KHL        | 42            | 01            | 02            | 03            | 10            | 06       | 0        | 0        | 0        | 0        |
| 2012/2013 | Dinamo Riga          | 00000 KHL        | 38            | 02            | 04            | 06            | 14            | —        | —        | —        | —        | —        |
| 2013/2014 | Dinamo Riga          | 00000 KHL        | 12            | 01            | 0             | 01            | 04            | —        | —        | —        | —        | —        |
| 2014/2015 | Dinamo Riga          | 00000 KHL        | 56            | 05            | 12            | 17            | 60            | —        | —        | —        | —        | —        |
| 2015/2016 | Dinamo Riga          | 00000 KHL        | 39            | 01            | 02            | 03            | 20            | —        | —        | —        | —        | —        |
| 2016/2017 | Dinamo Riga          | 00000 KHL        | 48            | 03            | 06            | 09            | 46            | —        | —        | —        | —        | —        |
| 2017/2018 | Mountfield HK        | Česká extraliga  | 49            | 7             | 10            | 17            | 24            | 11       | 1        | 4        | 5        | 16       |
| 2018/2019 | Mountfield HK        | Česká extraliga  | 48            | 3             | 9             | 12            | 22            | 4        | 0        | 0        | 0        | 2        |
| 2019/2020 | Mountfield HK        | Česká extraliga  | 39            | 1             | 10            | 11            | 42            | 2        | 0        | 0        | 0        | 0        |
| 2020/2021 | HC Verva Litvínov    | Česká extraliga  |               |               |               |               |               |          |          |          |          |          |

## Reprezentace

### Mládežnické výběry
| Turnaj               | Místo konání                            | Z  | G | A | B | TM |
| -------------------- | --------------------------------------- | -- | - | - | - | -- |
| MS-18 Div1 2005      | Slovinsko a Polsko (Maribor, Sosnowiec) | 5  | 1 | 1 | 2 | 6  |
| MS-18 Div1 2006      | Maďarsko a Lotyšsko (Miskolc, Riga)     | 5  | 1 | 3 | 4 | 8  |
| MSJ Div1 2007        | Dánsko a Itálie (Odense, Torre Pellice) | 5  | 1 | 3 | 4 | 6  |
| MSJ Div1 2008        | Německo a Lotyšsko (Bad Tölz, Riga)     | 5  | 1 | 2 | 3 | 8  |
| Celkem na MS-18 (2x) |                                         | 10 | 2 | 4 | 6 | 14 |
| Celkem na MS-20 (2x) |                                         | 10 | 2 | 5 | 7 | 14 |

### Seniorská reprezentace
| Turnaj       | Místo konání                               | Z  | G | A  | B  | TM | Umístění  | Soupisky         |
| ------------ | ------------------------------------------ | -- | - | -- | -- | -- | --------- | ---------------- |
| MS 2011      | Slovensko (Bratislava, Košice)             | 6  | 0 | 1  | 1  | 0  | 13. místo | Soupiska MS 2011 |
| MS 2012      | Finsko a Švédsko (Helsinky, Stockholm)     | 7  | 0 | 0  | 0  | 4  | 10. místo | Soupiska MS 2012 |
| MS 2015      | Česko (Praha, Ostrava)                     | 7  | 0 | 0  | 0  | 2  | 13. místo | Soupiska MS 2015 |
| MS 2016      | Rusko (Moskva, Petrohrad)                  | 7  | 0 | 4  | 4  | 2  | 13. místo | Soupiska MS 2016 |
| MS 2017      | Německo a Francie (Kolín nad Rýnem, Paříž) | 7  | 1 | 1  | 2  | 6  | 10. místo | Soupiska MS 2017 |
| MS 2018      | Dánsko (Kodaň, Herning)                    | 8  | 0 | 0  | 0  | 8  | 8. místo  | Soupiska MS 2018 |
| MS 2019      | Slovensko (Bratislava, Košice)             | 7  | 1 | 4  | 5  | 4  | 10. místo | Soupiska MS 2019 |
| Celkem na MS |                                            | 42 | 2 | 10 | 12 | 28 |           |                  |